# The Black Crowes
The Black Crowes es una banda estadounidense de rock que recibe sus influencias de la música rock de las décadas de 1960 y 1970 y del blues de Estados Unidos.

## Biografía

### Años noventa
La agrupación se formó en 1986 por los hermanos Chris Robinson y Rich Robinson, bajo el nombre de "Mr. Crowe’s Garden". En 1990 editan su álbum debut, llamado Shake Your Money Maker, logrando un éxito considerable, sobre todo a partir de la edición del sencillo "Hard To Handle", original del cantante de soul Otis Redding, y del lanzamiento del sencillo "She Talks to Angels".
Conocidos por su visión personal de la escena musical y los polémicos comentarios del cantante, su segundo disco, The Southern Harmony and Musical Companion, editado en 1992, no iguala en ventas a su antecesor, mostrando nuevos matices en el fondo musical de la banda. En esta ocasión, presentan un nuevo guitarra solista, Marc Ford, procedente de la banda Burning Tree, sustituyendo a Jeff Cease, que fue despedido de forma poco amistosa. El teclista Eddie Harsch también entra como miembro fijo en el grupo.
1994 es el año para editar su tercer disco, Amorica, el más experimental de todos, en el que la psicodelia toma gran protagonismo y abre el espectro musical de la banda. En enero de 1996 actúan como teloneros de Jimmy Page y Robert Plant, ofreciendo dos mini recitales en el Estadio Sausalito en Viña del Mar, Chile, el 23 de enero, y en el estadio de Ferrocarril Oeste, Argentina, el 25 de enero. Three Snakes and One Charm es su cuarto y más intimista álbum, editado en 1996 y le sigue un disco mucho más enérgico como es By Your Side (1998).

### Años 2000

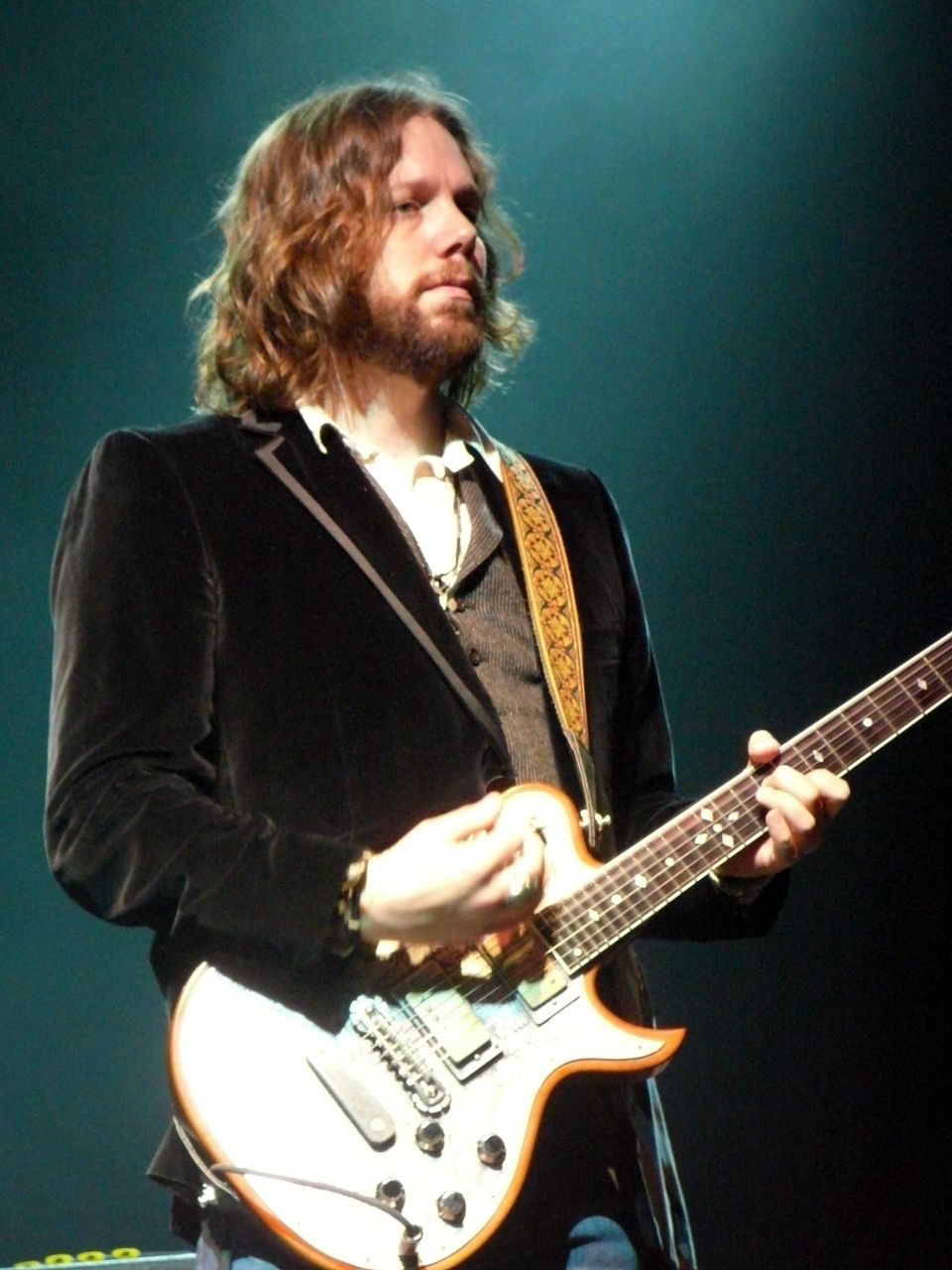
Rich Robinson, uno de los fundadores de The Black Crowes.

Con nueva formación para el directo y tras la gira correspondiente a este disco, inician un tour como banda acompañante de Jimmy Page, guitarrista de los desaparecidos Led Zeppelin. Esta gira da como fruto el disco en directo Live at the Greek, editado en el año 2000 y producido por Kevin "The Caveman" Shirley.
En el siguiente año vuelven al estudio para facturar un nuevo álbum que sale ese mismo año, bajo el nombre de Lions (2001).
Tras este disco, publican un nuevo directo, ya solo de la banda, llamado Live (2002) y los hermanos Robinson se toman un descanso para iniciar sus respectivas carreras en solitario. Chris Robinson publica bajo el nombre de New Earth Mud un disco homónimo en el año 2002 y This Magnificent Distance en el año 2004. Por su parte, Rich Robinson publica el disco Papers.
En 2005 volvieron a los escenarios para realizar una gira por América. En 2007 se reunieron definitivamente con nuevos miembros para grabar en estudio el disco Warpaint. En julio de 2007 sale a la venta el disco en directo Live at the Roxy con el sello Eagle Rock Entertainment, que contiene antiguo y nuevo material de la banda y versiones, tomadas de un show en Los Ángeles en 2006.
La banda lanzó "Goobye Daughters of the Revolution" como primer sencillo del nuevo disco, que llegó a las tiendas en línea en marzo de 2008 y fue lanzado por el sello Megaforce Records. Warpaint fue un éxito de crítica y llegó al puesto #5 de la lista Billboard, además la banda comenzó una gira que les llevó por Australia, Nueva Zelanda y Europa y que terminó con cinco noches en San Francisco.
En 2009 fueron los grandes protagonistas del Azkena Rock Festival de Vitoria junto a Soul Asylum, Alice Cooper, Fun Lovin' Criminals, Toy Dolls, The Breeders y Juliette Lewis, entre otros.

### Años 2010
En 2010 lanzan al mercado el álbum Croweology, una colección de sus más representativos éxitos a lo largo de su carrera, en versiones acústicas. En 2011, en grupo se toma su segunda pausa.
En diciembre de 2012, la banda vuelve de su pausa temporal para hacer 5 shows en el Reino Unido, seguido de una gira de 21 fechas en Estados Unidos que duraría de abril hasta mayo. El álbum fue grabado durante una serie de concierto que el grupo hizo en el año 2010. En julio de ese mismo año, el grupo realizó una gira, con el grupo Tedeschi Trucks Band. En diciembre de este mismo año, el grupo vuelve a tomarse una pausa indefinida.
En vez de Luther Dickinson, esta vez el guitarrista del grupo es Jackie Greene.
El 19 de marzo de 2013, el grupo lanza su cuarto álbum en vivo llamado Wiser For The Time. El álbum fue lanzado se puede adquirir mediante la descarga digital, o en su versión de 4 vinilos. En julio de este mismo año, el grupo realizó una gira con Tedeshi Trucks Band. En diciembre de 2013, el grupo vuelve a tomarse una pausa.
El 15 de enero de 2015 Rich Robinson anunció la separación del grupo, debido a un desacuerdo con su hermano Crhis sobre el nombre del grupo, haciendo de esta su tercera separación.
En 2019 se anuncia una nueva reunión de la banda, tras limar asperezas los hermanos Robinson, y realizar un tour en 2020 por diversas ciudades de Estados Unidos con motivo del 30 aniversario de su primer disco Shake Your Money Maker, en el que tocarán íntegramente todas las canciones del mismo.

## Discografía

### Discos de estudio
- Shake Your Money Maker (1990)
- The Southern Harmony and Musical Companion (1992)
- Amorica (1994)
- Three Snakes and One Charm (1996)
- By Your Side (1999)
- Lions (2001)
- Warpaint (2008)
- Before the Frost...Until the Freeze (2009)
- Croweology (2010)
- Hapiness Bastards (2024)

### Discos en directo
- Live at the Greek (con Jimmy Page) (1999)
- Live (2002)
- Freak 'n' Roll...Into the Fog (2005)
- Warpaint Live (2009)
- Wiser For The Time (2013)

### Recopilatorios
- Greatest Hits 1990-1999: A Tribute to a Work in Progress (2000)
- The Lost Crowes (2006)

### EPs
- 1972 (2022)

Fuente: